# テンセントゲームズ
テンセントゲームズ（中国語: 腾讯游戏、英語: Tencent Games）は、中華人民共和国のIT企業テンセントのゲームパブリッシング部門。同社のインタラクティブ・エンタテインメント部門に属しており、自社傘下のスタジオや海外の開発会社のゲームを配信している。
同部門が保有するゲームタイトルには、自社開発の『王者栄耀』や『伝説対決 -Arena of Valor-』の他、『PUBG MOBILE』など海外スタジオのライセンスを使用した作品がある。

## 概要
テンセントは近年、世界のモバイルゲーム市場において中国系パブリッシャーの中で上位に入るほどゲーム業界においても大手企業となっており、現在200以上の国や地域において自社開発やライセンスを含むゲームを展開している。
中でも傘下のTiMi Studiosが開発した『王者栄耀』は、2017年に世界で最も人気のあるゲームであると同時に最もダウンロード数の多いゲームとして有名となっている。また、アクティビジョン・ブリザードのゲームタイトルを使用した『コール オブ デューティ モバイル』は2019年10月時点で、ダウンロード数が3500万回を超え、200万ドルを超える収益を挙げている。
ゲーム以外にもテンセントゲームズはオンラインゲームの総合プラットフォームWeGameを運営しており、2017年に1億2500万人（当時）を保持していたSteamを超えるおよそ2億人のユーザー数を獲得。2019年末時点で登録者数3億人、月間のアクティブユーザー数は平均7000万人を記録している。

## 歴史

### 株式の取得
- 2008年、テンセントは『League of Legends』の開発企業ライアットゲームズの株式の持分の22.34%を取得した。2011年2月18日、テンセントは株式の持分の過半数（92.78%）を取得し、2015年12月16日に完全買収を完了した[18]。
- 2013年、テンセントはキングソフト・コーポレーションの子会社であるキングソフト・ネットワーク・テクノロジーの保有株を18%分に増やした。テンセントは以前に同社の株式15.68%分を所有しており、4698万米ドルの出資を通じて株式の保有分を増加させた[19]。
- 2014年3月27日、テンセントは約5億ドルを支払い韓国のCJゲームズの株式28%分を取得することで合意した[20]。
- 2016年6月21日、テンセントのコンソーシアム「HALTI」がフィンランドのSupercellの合計84.3%分の株式（日本のソフトバンクからの73.2%分と一部のSupercell従業員の持ち株12%分が含まれる）を86億ドルで取得した[21]。

### 関与
- 2008年にテンセントはVinaGameの20.2%分の株式を購入したことで少数株主となった[22]。
- 2012年6月にテンセントは『フォートナイト』の開発企業Epic Gamesの40％の株を取得した。
- 2013年にテンセントはヴィヴェンディから分離したアクティビジョン・ブリザードに受動的投資家として関与し、2016年時点で株式の約5%を所有している[23]。
- 2014年9月、韓国のモバイルゲーム制作企業「PATI Games」はテンセントから1970万米ドルの設備投資を受けたと発表した[24]。
- 2015年2月27日、テンセントは『Orcs Must Die!』シリーズの開発企業Robot Entertainmentの少数株を取得したと発表した[25]。
- 2015年4月29日、テンセントは1億2600万米ドルを支払いGlu Mobileの株式14.6%分を取得した[26]。
- 2015年5月13日、テンセントは6000万米ドルでモバイル開発企業Pocket Gemsの株式20%分を取得した[27]。
- テンセントはFireforgeの株式37%分を保有していたが、Fireforgeは2016年に破綻した[28]。
- テンセント、Line及びKorea Investment Partnersは共同でコンソーシアムを設立し、テンセントは約1億1000万米ドルを拠出し、その大部分は韓国企業の4:33 Creative Labに行った[29]。
- 2022年12月、韓国のゲーム製作会社SHIFT UPの株式の20%を取得し、主要株主となった[30]。

### パブリッシング
- 2013年7月24日、テンセントゲームズはエレクトロニック・アーツとの間で中国における『FIFA Online 3』のパブリッシング契約を締結した[31]。

## Level Infinite
2021年12月7日、テンセントはグローバル向けのゲームブランド「Level Infinite」（レベルインフィニット）の立ち上げを発表した。同ブランドはオランダ・アムステルダムとシンガポールに拠点を置き、テンセントと同社に協力する企業が所有するスタジオが開発したゲームの販売およびマーケティングを担当する。プレスリリースでは同ブランドでの活動について、「技術や制作に関するサポート、GaaS（Games as a Service）、現地・世界市場でのインサイトや分析、eSports、国際的なパブリッシングなど、様々な形で参画するスタジオを支援し、サービスを提供します。」と説明している。
立ち上げに伴い同ブランドの管轄となるゲームの中には、『コード:ドラゴンブラッド』『白夜極光』『聖闘士星矢 ライジングコスモ』といったすでに日本でリリースされているものも含まれている。

## 企業の構成

### テンセントの子会社または同社が株式の一部を保有している企業
注記：企業名の横の（）内の数値は保有株の割合を示している（割合が不明な場合は表記していない）
- Supercell（84.3%）
- ライアットゲームズ
- Shanda Games
- Epic Games（40%）[35]
- CJ Games（28.0%）[36]
- ネットマーブルゲームス（22.0%）[37]
- Garena（30.0%）[38]
- Glu Mobile（21.5%）[39]
- アクティビジョン・ブリザード（5.0%）[40]
- ユービーアイソフト（5.0%）[41]
- パラドックスインタラクティブ（5%）[42]
- SHIFT UP（20%）[30]
- ドントノッド・エンターテインメント（英語版） (22.63%)[43]
- Miniclip（過半数）[44]
- Funcom[45][46]
- プラチナゲームズ[47][48]
- Yager Development[49]

### スタジオ
- Timi Studio Group
- LightSpeed Studios
- Morefun Studio Group
- Aurora Studios

## 主なゲーム

### 自社傘下スタジオによるゲーム
TiMi Studios
- 王者栄耀
- 伝説対決 -Arena of Valor-
- コール オブ デューティ モバイル
- Pokémon UNITE

LightSpeed Studios
- Apex Legends（モバイル版）[50]

### 配信を担当しているゲーム
- ArcheAge[51]
- League of Legends（PC版/モバイル版）[52][53]
- アラド戦記[54]
- 黒い砂漠MOBILE[55]
- クロスファイア[56]
- コード:ドラゴンブラッド[57]
- 真・三国無双 覇[58]
- 聖闘士星矢 ライジングコスモ[59]
- パーフェクトワールド モバイル[60]
- フォートナイト[61]

### Level Infiniteブランドのゲーム
- PUBG（モバイル版）
- Re:ゼロから始める異世界生活 INFINITY
- Tower of Fantasy（幻塔）
- 勝利の女神:NIKKE
- 神獣伝説～エボリューション・ディバウア～[62]
- 白夜極光

## CSR活動
2017年7月、テンセントは未成年者のゲーム中毒を抑制するために、『王者栄耀』をプレイするにあたり、12歳から18歳未満のプレイヤーに対し最大で1日2時間のプレイ制限を設けると共に、13歳以上の全プレイヤーに本名登録を求めることを発表した。
また2021年7月には、中国当局が設けた未成年者の夜間のゲーム利用を制限する規制を遵守するため、中国で配信される60以上のスマートフォン向けゲームに顔認証システムを導入した。このシステムにより、夜間に一定時間以上プレイしているユーザーには顔認証が求められ、未成年と認められたユーザーや、それを拒否したユーザーは未成年者として扱われ、ゲームプレイが中断されるようになった。その結果、70%以上が認証を拒否されるか失敗し、決済プロセスでチャージを許可されなかった。こうした取り組みもあり、同社のゲームは中国国内での総プレイ時間に占める未成年者の割合が0.7%にまで減少した。